# Eduardo Victoria
Eduardo Victoria Samperio, más conocido solamente como Eduardo Victoria (Ciudad de México, 7 de septiembre de 1970), es un actor mexicano. Se ha destacado por su participación en las telenovelas aunque ha tenido la oportunidad de participar en algunas series estadounidenses como Persons Unknown o películas como The Air I Breathe.

## Biografía
Nació en la Ciudad de México el 7 de septiembre de 1970. El 29 de abril de 2000 contrajo nupcias con la actriz Tania Arredondo. Empezó su carrera en 2001 al participar en la afamada telenovela de Tv Azteca, Amores, querer con alevosía al lado de Bárbara Mori y el peruano Christian Meier. Además participó en algunos episodios del unitario Lo que callamos las mujeres. Su padre es Leonardo Parlo.
Posteriormente apareció en roles menores en otras producciones como La hija del jardinero y Los plateados de Telemundo en 2005. Tuvo la oportunidad de ser uno de los villanos en la telenovela Marina en 2006.
En 2007 participa en la serie Persons Unknown, luego participó en películas como The Air I Breathe. Recientemente ha participado en series como Las Aparicio y Decisiones.
En 2012 incursiona por primera vez como productor en la serie Hotel Garage.

## Filmografía

### Televisión
- El extraño retorno de Diana Salazar (2024) — Gustavo[2]
- Un extraño enemigo (2022) — Alfonso Martínez Domínguez[3]
- Decisiones: Unos ganan, otros pierden (2019) — Román Franco
- La casa de las flores (2019) — Greg
- Preso No. 1 (2019) — Francisco Canales
- Érase una vez (2017) — Sergio Montiel (El príncipe y el mendigo)
- Nada Personal (2017) — Quevedo
- Rosario Tijeras (2016-2017) — Luis Enrique Betancourt
- La viuda negra (2016)
- Tierra de reyes (2014-2015) — Néstor Fernández
- Nora (2014) — Daniel Moros
- Gossip Girl Acapulco (2013) — Marcelo Parra
- Historias de la Virgen Morena (2013) — Bruno
- La Ruta Blanca (2012-2013) — Coronel Cabral
- Bienvenida realidad (2011) — Santiago Estrada
- Persons Unknown (2010)
- Las Aparicio (2010) — Claudio Robles
- Ellas son... la alegría del hogar (2009) — Joaquín Saldaña
- Decisiones (2008) — Rodrigo (Mi Querido Padrastro)
- Marina (2006) —Federico Santibáñez
- Corazón partido (2005) — Julio Garinca
- Los plateados (2005) — Andrés Castañeda
- La hija del jardinero (2003) — Leopoldo Aroz
- Lo que es el amor (2001) — Carlos
- Lo que callamos las mujeres (2001)
- Amores, querer con alevosía (2001) — Antonio Redondo

## Cine
- Las Aparicio (2014)
- Ya (2013) — Pablo
- El efecto tequila (2010) — José Fierro
- El cártel (2009) — Carlitos
- The Air I Breathe (2007)
- El último justo (2007) — Longinos
- El secreto oculto (2003) — Emilio
- El precio de nuestra sangre (2000) — Enrique